# Дарій III
Дарій III (давньоперс. 𐎭𐎠𐎼𐎹𐎺𐎢𐏁 Dārayavaʰuš; гр. Δαρεῖος Dareios;) — останній ахеменідський цар царів Персії, правив з 336 до н. е. до своєї смерті в 330 до н. е. Історія царювання Дарія III — це історія загибелі Ахеменідської держави під ударами військ Александра Македонського.
На відміну від свого попередника Артаксеркса IV Асса, Дарій був віддаленим членом династії Ахеменідів. На початку своєї кар'єри він, як повідомляється, був маловідомою фігурою серед своїх однолітків і вперше став відомим під час Кадусійської експедиції Артаксеркса III у 350-х роках до нашої ери. В нагороду за хоробрість він отримав сатрапію Вірменії. Приблизно в 340 р. до н. е. його поставили керувати королівською «поштовою службою» — високою посадою. У 338 році до нашої ери Артаксеркс III раптово помер після отруєння придворним євнухом і хіліархом Багоасом, який посадив на трон свого молодшого сина Ассеса. Він правив лише кілька років, поки Багоас також не отруїв його. Дарій згодом був посаджений на трон і незабаром змусив Багоа випити отруту, виявивши, що євнух планував отруїти і його.
У 334 р. до н. е. Александр Македонський почав вторгнення в Перську імперію і згодом переміг персів у кількох битвах, перш ніж пограбувати та знищити їхню столицю Персеполь вогнем у 330 році до н. е. Оскільки Перська імперія тепер фактично перебуває під контролем Александра, Александр вирішив переслідувати Дарія. Однак до того, як Александр дістався до нього, Дарій був убитий своїм родичем Бєссом, який також був сатрапом Бактрії.
В іранських традиціях Дарій певною мірою згадується як Дара II, останній цар міфологічної династії Каянів, що відображало спогади про Ахеменідів.

## Ім'я
До свого воцаріння Дарій носив ім'я Арташата (давньоперська: *Artašiyāta, «Щасливий в Арті »). Римський історик II століття Юстин є єдиним істориком, який назвав Дарія Кодоманном, ім'я, яке він нібито носив до того, як став відомим. Можливо, це був його псевдонім або, можливо, третє ім’я. Його етимологія невідома. Бадіан припустив, що ім'я було західно-семітського походження, швидше за все, від арамейського qdmwn («зі Сходу, житель Сходу»). Наявність двох імен не була чимось незвичайним; Є кілька записаних випадків, коли вавилонські фігури мали два імена, часто вавилонське та арамейське. Один перський магнат також засвідчено з вавилонським та іранським іменем. Однак ця практика, здається, впала в немилість ще за життя Дарія. Бадіан припускає, що його ім'я при народженні було арамейським Кодоманнус, від якого він пізніше відмовився на користь Арташати, коли підвищувався в рядах. Він вперше прийняв правляче ім’я Дарій (давньоперська: Daraya-vahauš, «той, хто твердо тримається доброго»), коли зійшов на престол Ахеменідів у 336 році до н. е.

## Історіографія
Останнє століття епохи Ахеменідів характеризується відсутністю джерел, особливо під час правління Дарія III. Він не засвідчений в жодних перських джерелах і майже повністю відомий лише зі звітів грецьких істориків, які зображують його кар'єру як суперечність кар'єрі успішного Александра Македонського.

## Передісторія
Дарій народився в прибл. 380 до н. е. Він був віддаленим членом царської династії Ахеменідів. Був сином якогось Арсама та онуком Остана, чий батько Дарій II правив імперією Ахеменідів з 424 до 405 до н. е. Його матір'ю була Сісігамбіс, жінка невідомого походження. Ймовірно, вона була ахеменідського походження, хоча невідомо, до якої гілки вона належала. Можливо, вона була донькою Остана, а отже, сестрою Арсама. У Дарія були брат і сестра; Оксатр і Stateira I відповідно.

## Раннє життя

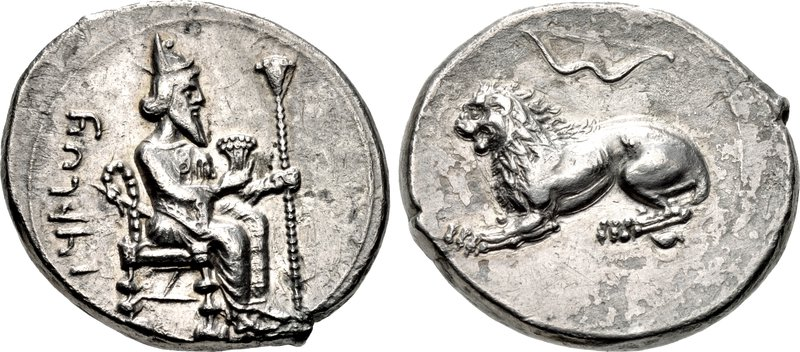
Монета, викарбувана в Кілікії її сатрапом Мазаєм, із зображенням Артаксеркса III як фараона на аверсі, а на реверсі зображено лева

Арташата вперше підтверджується під час Кадуської експедиції Артаксеркса III (358–338 до н. е.) у 350-х роках до н. е. Під час бою Арташата відзначився, убивши воїна в єдиноборстві. Його подвиг був помічений Артаксерксом III, який надіслав йому подарунки та подарував йому сатрапію Вірменії. Ймовірно, після цього підвищення Арташат вперше одружився з невідомою знатною жінкою, яка народила двох дочок і, можливо, сина на ім'я Аріобарзан. Його перший шлюб став кінцевою датою, коли він відмовився від свого арамейського імені Кодоманнус. Грецькі автори повідомляють, що Арташата пізніше став «кур'єром» і «рабом» царя, що, на думку деяких сучасних істориків, було написано, щоб принизити Арташату. Однак насправді ці терміни є грецьким перекладом давньоперської бандаки, що означає не раб, а «підручний, (вірний) слуга, васал».
На Бехістунському написі Дарій Великий (522–486 до н. е.) використовує цей термін для позначення своїх офіцерів високого рангу. Було зроблено висновок, що Арташата, ймовірно, відповідав за королівську «поштову службу», тобто займав високу посаду. Можливо, він тримав той самий Персепольський сектор, який очолював видатний перський офіцер Фарнак (пом. 497 р. до н. е.) Невідомо, коли це сталося, було припущено, що це підвищення відбулося приблизно в 340 р. до н. е., коли Арташата одружився вдруге зі своєю сестрою Статейрою I. У 339 р. до н. е. у них народився син на ім'я Ох.  Це свідчить про те, що Артаксеркс III, який був уважний до будь-якого можливого родича, щоб кинути виклик трону, не вважав, що Арташата становить найменшу загрозу для нього чи його сина Асса.
Наприкінці серпня/наприкінці вересня 338 р. до н. е. придворний євнух і хіліарх Багоас організував отруєння та подальшу смерть Артаксеркса III через лікаря останнього.  Більшість синів Артаксеркса III, за винятком Асів і Бістханів, також були вбиті Багоасом. Рання смерть Артаксеркса III виявилася проблемою для Персії. Кілька сучасних істориків стверджують, що його раптова смерть проклала шлях до падіння імперії Ахеменідів. Багоас, діючи як король, посадив молодих ослів (Артаксеркса IV) на трон. Ассес був сповнений рішучості спроби звільнитися від влади та впливу Багоаса; він доклав невдалих спроб отруїти останнього, але був отруєний разом з рештою своєї родини Багоасом, який посадив Арташату на трон у 336 р. до н. е. Репутація Дарія III як хороброго, його ймовірне королівське походження та підтримка Артаксеркса III — усе це допомогло йому отримати визнання серед аристократії. Македонська пропаганда, спрямована на узаконення завоювань Александра Македонського кількома роками пізніше, звинуватила Дарія III у тому, що він відіграв ключову роль у вбивстві Арсеса, якого зображували останнім царем царського дому Ахеменідів.

## Конфлікт з греками

### Похід Філіппа
Незабаром Багоас також спробував отруїти Дарія III, але його плани були розкриті. Дарій III викликав Багоаса і попросив його випити за нього тост, віддавши йому свою чашу, наповнену отрутою. Багоас був змушений випити чашу, що призвело до його смерті. Це сталося приблизно під час вступу Александра на македонський престол восени 336 року до нашої ери. На початку правління Дарія III Єгипет і Вавилон, можливо, ненадовго занурилися в повстання. Незважаючи на це, вони, здавалося б, не мали великого значення, оскільки повідомлення про події швидко зникають.
У 336 році до нашої ери Філіпп II Македонський був уповноважений Коринфською лігою як її гегемон розпочати священну війну помсти проти персів за осквернення та спалення афінських храмів під час Другої перської війни, понад століття тому. Він послав передові сили в Малу Азію під командуванням своїх генералів Парменіона та Аттала, щоб звільнити греків, які жили під контролем Персів. Після того, як вони взяли грецькі міста Азії від Трої до річки Майандрос, Філіппа було вбито, а його кампанію було призупинено, поки його спадкоємець не зміцнив свій контроль над Македонією та рештою Греції.

### Александрів похід

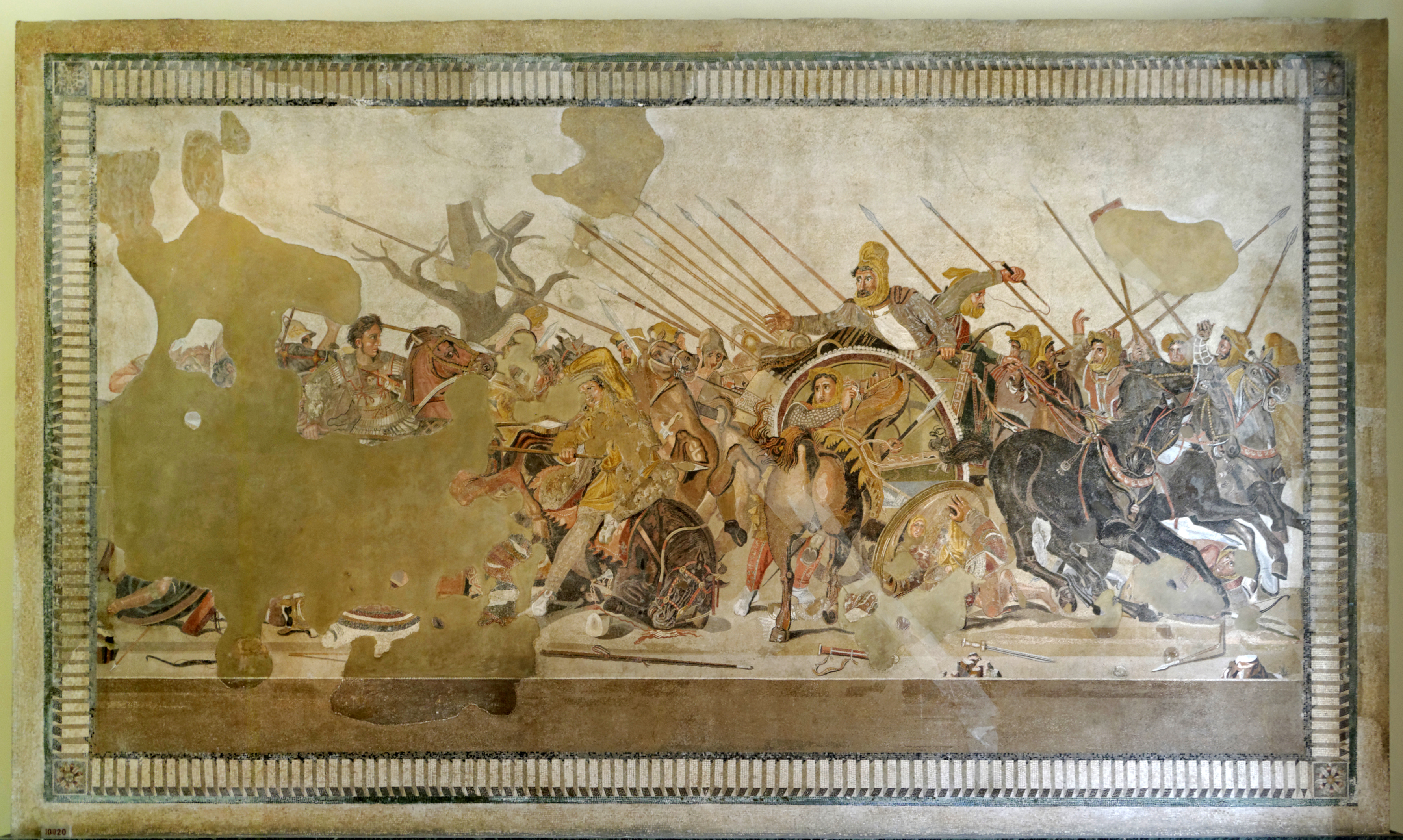
Дарій III зображений (посередині) у битві проти Александра на грецькому зображенні; Можлива ілюстрація або битви при Іссе, або битви при Гавгамелах

Навесні 334 року до нашої ери спадкоємець Філіппа, Александр, якого Коринфська ліга затвердила як гегемона, вторгся в Малу Азію на чолі армії македонських та інших грецьких солдатів. За цим вторгненням, яке поклало початок війнам Александра Македонського, майже одразу послідувала перемога Александра над персами в битві при Граніку. Дарій так і не з'явився на битву, тому що для нього не було підстав припускати, що Александр має намір завоювати всю Азію, і Дарій цілком міг припустити, що сатрапи «нижчих» сатрапій зможуть впоратися з кризою, тому він замість цього вирішив залишитися вдома в Персеполі і дозволити своїм сатрапам впоратися з цим. Під час попереднього вторгнення до Малої Азії спартанського царя Агесілая II перси затримали його в Малій Азії, розпалюючи повстання в Греції. Дарій спробував використати таку саму стратегію, коли спартанці повстали проти македонян, але спартанці зазнали поразки в Мегалополісі.
Дарій виступив проти армії Александра лише через півтора року після Граніка, у битві при Іссі в 333 році до н. е. Його сили переважали солдатів Александра щонайменше в два до одного співвідношення, але Дарія все одно було обігнано з флангу, він був переможений і був змушений тікати. Арріан розповідає, що під час битви при Ісссі в той момент, коли перська ліва частина розбилася на шматки під ударом Александра, і Дарій на своїй бойовій колісниці побачив, що її відрізали, він нестримно втік – справді, він очолював змагання заради безпеки. По дорозі він залишив свою колісницю, свій лук і свою царську мантію, все це пізніше забрав Александр. Грецькі джерела, такі як «Історична бібліотека» Діодора Сицилійського та « Epitoma Historiarum Philippicarum» Юстина, розповідають, що Дарій утік зі страху під час битви при Іссе, а через два роки — у битві при Гавгамелах, незважаючи на те, що щоразу командував більшою силою на оборонній позиції. У битві при Іссе Дарій III навіть застав Александра зненацька і не зміг перемогти війська Александра. Дарій так швидко втік, що Александр зміг захопити штаб Дарія та взяти в полон сім’ю Дарія. Дарій кілька разів звертався до Александра в листах з проханням повернути свою сім’ю, але Александр відмовився це зробити, якщо Дарій не визнає його новим імператором Персії.

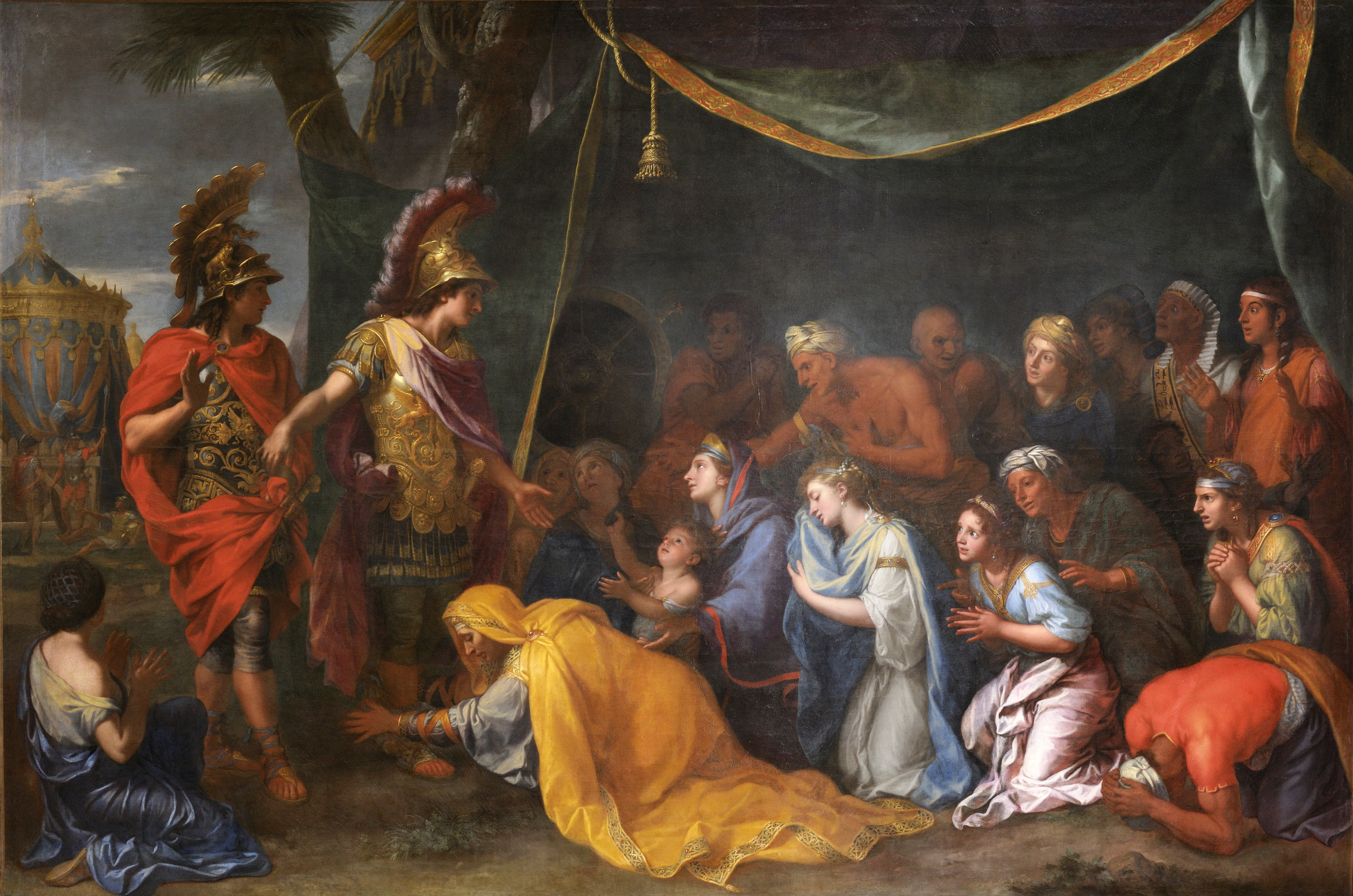
Родина Дарія перед Александром Македонським, Шарль ЛеБрен

У битві при Гавгамелах у 331 році обставини склалися на користь Дарія. Він мав велику кількість війська, яке було належним чином організовано на полі бою, він мав підтримку армій кількох своїх сатрапів, а ґрунт на полі бою був майже ідеально рівним, щоб не перешкоджати руху його косих колісниць. Незважаючи на всі ці сприятливі фактори, він все одно втік із битви до того, як переможець був визначений, і залишив своїх досвідчених командирів, а також одну з найбільших армій, які коли-небудь були зібрані. Інше джерело розповідає, що коли Дарій помітив лютий напад Александра, під час Ісссу він розвернув свою колісницю і першим утік, знову кинувши всіх своїх солдатів і своє майно, щоб його забрав Александр. Того дня загинуло багато перських воїнів, насправді так багато, що після битви втрати ворога гарантували, що Дарій більше ніколи не створить імперську армію. Потім Дарій втік до Екбатани і спробував зібрати третю армію, тоді як Александр заволодів Вавилоном, Сузами та столицею Персії в Персеполі. Як повідомляється, Дарій кілька разів пропонував Александру всю свою імперію на захід від річки Євфрат в обмін на мир, щоразу Александр відмовляв йому всупереч пораді своїх старших воєначальників. Александр міг оголосити перемогу після захоплення Персеполя, але замість цього він вирішив переслідувати Дарія.
Битва при Гавгамелах, у якій Александр Македонський переміг Дарія III з Персії в 331 році до нашої ери, відбулася приблизно за 100 кілометрів на захід від Ербіля, Ірак. Після битви Дарію вдалося втекти до міста. Проте, дещо неточно, протистояння іноді називають «битвою при Арбелі».

## Втеча, ув'язнення і смерть

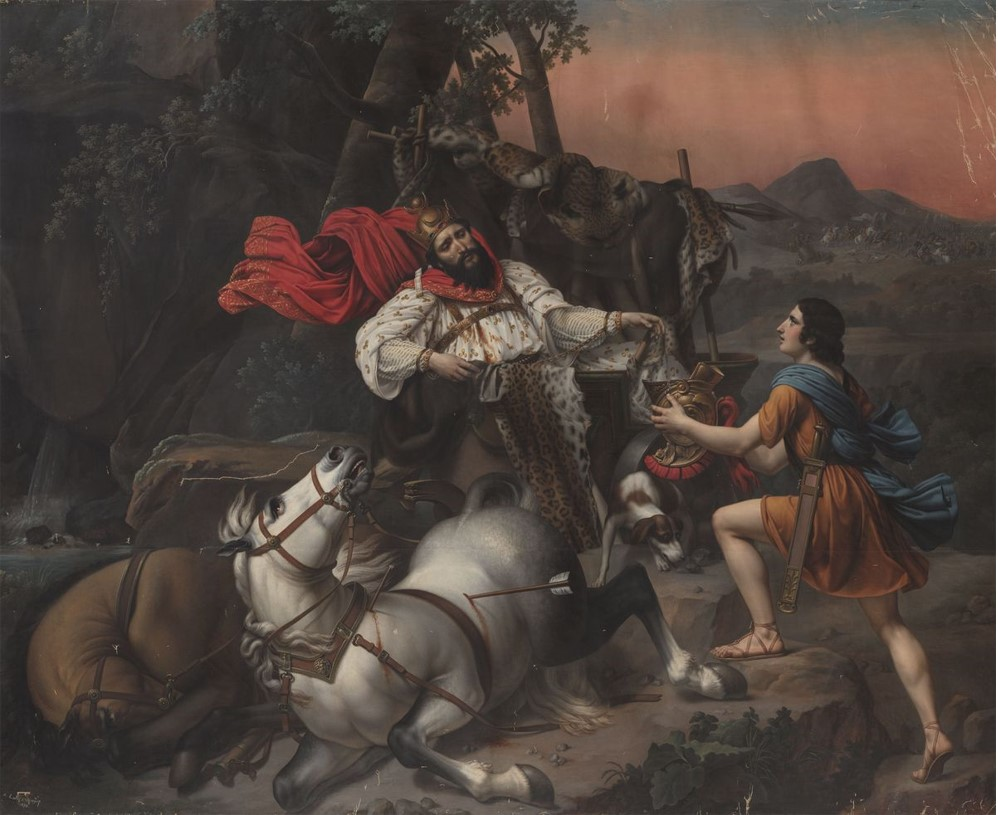
Смерть Дарія

Дарій дійсно намагався відновити свою колись велику армію після поразки від Александра, але йому не вдалося зібрати сили, порівнянні з тими, які воювали під Гавгамелами, частково через те, що поразка підірвала його авторитет, а також тому, що ліберальна політика Александра, наприклад, у Вавилонії та Персіді, запропонувала прийнятну альтернативу перській політиці.
Коли в Екбатані Дарій дізнався про наближення армії Александра, він вирішив відступити до Бактрії, де він міг краще використовувати свою кінноту та найманців на більш рівних рівнинах Азії. Він провів свою армію через Каспійські ворота, головну дорогу через гори, яка мала сповільнити наступну армію. Перські війська ставали все більш деморалізованими через постійну загрозу раптового нападу з боку Александра, що призвело до багатьох дезертирств і, зрештою, до перевороту під керівництвом Бєсса, сатрапа, і Набарзана, який керував усіма аудієнціями з королем і відповідав за палацову варту. Двоє чоловіків запропонували Дарію перегрупувати армію під керівництвом Бєсса і що влада буде передана королю, коли Александр зазнає поразки. Дарій не прийняв цей план, і його змовники почали більше прагнути усунути його через його послідовні невдачі проти Александра та його військ. Патрон, грецький найманець, заохочував Дарія прийняти охорону грецьких найманців замість його звичайної перської гвардії, щоб захистити його від Бєсса та Набарзана, але король не міг погодитися з політичних причин і звик до своєї долі. Зрештою Бєсс і Набарзан зв’язали Дарія і кинули його у візок, поки вони наказали перським військам продовжувати. Згідно з «Історією Александра» Курція, у цей момент Александр і невелика мобільна армія прибули та ввергли персів у паніку, змусивши Бєсса та двох інших змовників, Сатібарзана та Барсантеса, поранити царя своїми списами та залишити його помирати.
Незабаром після цього македонський солдат знайшов Дарія або мертвим, або помираючим у возі — розчарування для Александра, який хотів схопити Дарія живим.Згідно з Плутархом, пронизаний безліччю копій цар сказав Полістрату, який знайшов його:
|           | Те, що я не можу віддати подяку за виявлене мені благодіяння, — вершина мого нещастя, але Александр винагородить тебе, а Александра винагородять боги за ту доброту, яку він виявив до моєї матері, моєї дружини та дітей. Передай йому моє рукостискання. |
| — Плутарх | |

І, подавши руку Полістрату, цар помер. Александр, що приспів, з неприхованою скорботою підійшов до тіла Дарія, зняв із себе плащ і накрив їм труп царя. Після цього він відправив тіло Дарія назад у Персеполь, влаштував його пишний похорон і наказав поховати його, як і всіх його царських попередників, у царських гробницях. Гробниця Дарія досі не виявлена. Зрештою Александр одружився з донькою Дарія Стайрою в Сузах у 324 році до н. е.
Після поразки старого царя та його належного поховання правління Александра в Персії стало офіційним. Це призвело до того, що деякі історики вважали Дарія боягузливим і неефективним, оскільки під його правлінням уся Перська імперія впала до рук іноземних загарбників. Після вбивства Дарія Бєсс прийняв царське ім'я Артаксеркс V і почав називати себе царем Азії. Згодом він був схоплений Александром, підданий тортурам і страчений. Ще один з генералів Дарія зацікавив Александра, надавши завойовнику улюбленого супутника Дарія, Багоаса.

### Старовинні твори
- Діодор Сицилійський, Bibliotheca historica.

### Сучасні твори
- Badian, Ernst (2000). Darius III. Harvard Studies in Classical Philology. 100: 241—267. doi:10.2307/3185218. JSTOR 3185218. (потрібна безкоштовна реєстрація)
- Briant, Pierre (2002). From Cyrus to Alexander: A History of the Persian Empire. Eisenbrauns. с. 1—1196. ISBN 9781575061207.
- Briant, Pierre (2015), Darius in the Shadow of Alexander, Harvard University Press, ISBN 9780674745209
- Dandamaev, Muhammad A. (1989). A Political History of the Achaemenid Empire. Brill. ISBN 978-9004091726.
- Heckel, Waldemar (2020). In the Path of Conquest: Resistance to Alexander the Great. Oxford University Press. ISBN 978-0190076689.
- Llewellyn-Jones, Lloyd (2017). The Achaemenid Empire. У Daryaee, Touraj (ред.). King of the Seven Climes: A History of the Ancient Iranian World (3000 BCE - 651 CE). UCI Jordan Center for Persian Studies. ISBN 9780692864401.
- Olbrycht, Marek Jan (2016). Dynastic Connections in the Arsacid Empire and the Origins of the House of Sāsān. У Curtis (ред.). The Parthian and Early Sasanian Empires: Adaptation and Expansion. Oxbow Books. ISBN 9781785702082.
- Roberts, John. Darius III. Oxford Reference. Oxford University Press.
- Waters, Matt (2014). Ancient Persia: A Concise History of the Achaemenid Empire, 550–330 BCE. Cambridge University Press. с. 1—272. ISBN 9781107652729.

## Подальше читання
- Charles, Michael (2016). Two notes on Darius III. The Cambridge Classical Journal. 62: 52—64. doi:10.1017/S1750270516000063.